# بني صالح (الشرقية)
قرية بني صالح هي إحدى القرى التابعة لمركز بلبيس في محافظة الشرقية في جمهورية مصر العربية. حسب إحصاءات سنة 2006، بلغ إجمالي السكان في بني صالح 5224 نسمة، منهم 2644 رجل و2580 امرأة.

## التاريخ
قرية بني صالح من القرى القديمة، حيث وردت باسم «بني نفا» في أعمال الشرقية ضمن قرى الروك الصلاحي التي أحصاها ابن مماتي في كتاب قوانين الدواوين، كما وردت «بني نفا» في أعمال الشرقية ضمن قرى الروك الناصري التي أحصاها ابن الجيعان في كتاب «التحفة السنية بأسماء البلاد المصرية». وفي العصر العثماني وردت في التربيع العثماني الذي أجراه الوالي العثماني سليمان باشا الخادم في عصر السلطان العثماني سليمان القانوني ضمن قرى ولاية الشرقية، وفي تاريخ 1228هـ/1813م الذي عدّ قرى مصر بعد المسح الذي قام به محمد علي باشا باسم «بني نفا» ضمن قرى مديرية الشرقية، ثم تغيّر الاسم بطلب من أهلها إلى بني صالح سنة 1348هـ/1929م.